# Lucile Swan
Lucile Swan (née le 10 mai 1890 à Sioux City, Iowa - morte le 2 mai 1965 à New York) est une artiste, peintre et sculptrice américaine du XXe siècle.

## Biographie
Lucile Swan reçoit sa première éducation à l'internat épiscopal. En 1903 elle s'installe à Chicago, et en 1908 commence à étudier à l'Art Institute of Chicago. En 1912, elle épouse l'artiste Jerome Blum.
De 1916 à 1923, elle travaille et voyage en Corse, au Japon, en Chine, à Tahiti et en France. En 1924, elle divorce. Deux ans plus tard, elle ferme son atelier de Chicago et se déplace à New York où elle poursuit son œuvre.
En 1929, elle  choisit de s'installer à Pékin. La même année, peu de temps après son arrivée en Chine, elle rencontre le père Teilhard de Chardin lors d'un dîner organisé par le Dr Amadeus Grabau.
Bien plus tard, elle se rappellera comment cette rencontre décisive changea sa vie. Une profonde affection naquit entre l'artiste et le jésuite géologue-paléontologue, qui venait fréquemment prendre le thé chez elle à Pékin. Les heures passaient en longues conversations tournant autour de la nouvelle spiritualité chrétienne que le père Teilhard s'efforçait de découvrir avec la prise de conscience de l'évolution, niée par les religions, en particulier son Église catholique. Ces conversations se poursuivaient par une longue correspondance épistolaire qui révèle aujourd'hui l'importance de l'esprit vif et critique de Lucile Swan, et surtout la dimension affective essentielle dans l'accompagnement de la structuration de la pensée évolutionniste et chrétienne du père Teilhard, fondée sur l'amour mystique.
En 1937, alors qu'elle était l'assistante du professeur Weidenreich, Lucile Swan travaille sur la reconstitution du squelette de l'homme de Pékin, un hominidé classé comme Homo erectus.
Au cours de son séjour en Chine, elle sculpta également un buste du père Teilhard de Chardin, auquel une solide amitié la lia, jusqu'à la disparition du paléontologue-théologien en 1955. Sa correspondance avec l'auteur du Phénomène humain a été publiée par sa nièce, Mary Wood Gilbert.
Lucile Swan meurt à New York, le 2 mai 1965, à l'âge de soixante-quatorze ans.

## Crédit d'auteurs
- (en) Cet article est partiellement ou en totalité issu de l’article de Wikipédia en anglais intitulé « Lucile Swan » (voir la liste des auteurs).